# Panamanthus panamensis
Panamanthus es un género monotípico de arbustos pertenecientes a la familia Loranthaceae. Su única especie: Panamanthus panamensis (Rizzini) Kuijt, es originaria de  Panamá.

## Taxonomía
Panamanthus panamensis fue descrita por (Rizzini) Kuijt y publicado en Annals of the Missouri Botanical Garden]] 78(1): 172–176, f. 1. 1991.
Sinonimia
- Phrygilanthus panamensis Rizzini basónimo
- Struthanthus panamensis (Rizzini) Barlow & Wiens[2]